# Иллюзия Вундта

Иллюзия Вундта

Иллюзия Вундта — классическая оптическая иллюзия, впервые описанная немецким психологом В. Вундтом в XIX веке.
Суть иллюзии: на рисунке справа две красные вертикальные линии являются прямыми, но для некоторых наблюдателей они могут выглядеть искривлёнными внутрь. Искажение создаётся за счёт пересечения этих прямых косыми линиями, как в иллюзии Орбисона. Иллюзия Херинга производит аналогичный, но инвертированный эффект.
Другим вариантом иллюзии Вундта является горизонтально-вертикальная иллюзия, описанная Вундтом в 1858 году. Две пересекающиеся линии равны по длине, хотя при этом вертикальная кажется длиннее горизонтальной примерно на 30 %. Это относится не только к восприятию картинок, но и предметов в естественной обстановке.